# Velikij Ustjug
Velikij Ustjug (ryska Великий Устюг) är en stad i Vologda oblast i Ryssland. Den ligger vid floderna Suhonas och Jugs sammanflöde. Stadens befolkning uppgick år 2023 till 28 266 invånare. I staden finns idag en del trävaru- och livsmedelsindustri  samt smyckestillverkning. Staden lever stort på turism sedan staden år 1999 lanserades som hemvist för Farbror Frost.

## Historia
Staden tros ha anlagts omkring år 1000 av novgoroderna på en lätt försvarbar höjd vid vattendrag som lämpade sig för långväga handel med pälsverk. Den ursprungliga fästningen torde ha legat på samma plats som det nuvarande katedralkomplexet. Staden plundrades 1238 av mongolerna. Staden ingick på 1300-talet i furstendömet Vladimir-Suzdal, senare Moskvariket, och utgjorde tidvis en spärr för Novgorods handel över Vita havet. På 1400-talet hade staden en stor militär betydelse och var en bas för de ryska räderna mot finsk-ugriska folk. I mitten av 1500-talet förlorade staden sin militära betydelse. Dess fördelaktiga läge vid floderna Suhona och Norra Dvina och förbindelsen till Vita havet fick handeln, hantverk, tegelslagning och ikonmåleri att blomstra. Detta ändrades helt med anläggningen av Sankt Petersburg år 1703 då handeln började gå över Östersjön. Städer som Velikij Ustjug sjönk då ner till provinsstäder. Under finska kriget och efter den svenska kapitulationen på Sveaborg i maj 1808 fördes de fångna krigarna till Velikij Ustjug. Under åren 1921-1922 inrättades ett universitet i staden. Under 1930-talet drev en grupp kring det lokala museet en kamp för att bevara de många historiska byggnaderna i staden, delvis med stor framgång.